# Fígaro (Disney)

Fígaro es un gato ficticio que apareció por primera vez en la película Pinocho de Walt Disney Pictures de 1940, posteriormente apareciendo en varias otras producciones y medios de The Walt Disney Company.

## Historia
Su primera aparición fue en la película de animación Pinocho en 1940, como el gato mascota de Geppetto y de Pinocho. En Figaro y Cleo, corto de Disney de 1943, es la segunda aparición de Fígaro, donde intenta comer a la pececilla Cleo (también personaje de Pinocho), y su dueña en el cortometraje le regaña por ello. Su tercera aparición es en Victory Vehicles, cortometraje de Goofy de 1943 en el que aparece junto a este y Pluto. Goofy agarró a Fígaro y le puso en una plataforma para que Pluto lo vea y comience a perseguirle, para hacer funcionar el invento sobre ruedas de Goofy, corriendo en las ruedas del invento. Su cuarta aparición es en First Aiders, corto de Minnie Mouse, Pluto y Fígaro de 1944, donde Minnie aparece por primera vez como su dueña, continuando siéndolo en producciones posteriores.
Fígaro aparece en otros cortos de Disney de 1946-1950: Bath Day, Figaro and Frankie, Cat Nap Pluto, Pluto's Sweater y Vika Na' Vika. Aparece también en Mickey Mouse Works, los cortos que aparece son: Daisy Bothers Minnie, El halloween tenebroso de Donald, entre otros. También los cortos de Mickey Mouse Works salen de House of Mouse, donde Fígaro aparece entre el público del club titular como mascota de Geppetto, generalmente estando junto a él.
Fígaro aparece en la adaptación de acción real Pinocho (2022) de Robert Zemeckis, cumpliendo el mismo papel que en la película de 1940 como mascota de Geppetto.

### Otras apariciones
Películas
- Mickey's Once Upon a Christmas
- La Navidad Mágica de Mickey
- Mickey's House of Villains

Series
- La casa de Mickey Mouse
- Minnie's Bow-Toons
- Mickey and the Roadster Racers

Videojuegos
- Disney's Magical Mirror Starring Mickey Mouse
- Disney Magic Kingdoms[1]

## Personalidad
Fígaro se basa y actúa como un niño inmaduro y malcriado. Se enoja fácilmente pero en el fondo tiene un corazón de oro. Le disgustan muchas cosas, que incluyen, entre otras, esperar, bañarse, ser ridiculizado, perros y darle un beso de buenas noches a Cleo.
En los cortos, su personaje se hizo menos tierno y más malicioso. Es un gran rival de Pluto, ya que los dos se ven constantemente luchando entre sí por diferentes cosas, especialmente el afecto de Minnie. A Fígaro generalmente le gusta atormentar a Pluto cuando no hay nadie cerca, pero de vez en cuando aprende a hacer la paz con el perro. En los últimos años, la relación de Figaro y Pluto se volvió mucho menos hostil; hoy en día, el gatito admira al perro grande.
En sus apariciones modernas en La casa de Mickey Mouse y spin-offs de la serie, su personalidad cambia a medida que se comporta mejor. Actúa como un amigo cercano y confidente de Minnie, a menudo durmiendo en su tienda mientras ella trabaja. Sus papeles en estas series han sido menores hasta ahora.
A diferencia de otras caricaturas en la que los gatos suelen tenerle miedo a los perros, Fígaro demuestra no tenerle miedo a Pluto en lo absoluto —a pesar de que Pluto es más fuerte que él—.